# Apia International Sydney 2013
L'Apia International Sydney 2013 è stato un torneo di tennis giocato sul cemento. È stata la 121ª edizione del Medibank International, facente parte della categoria ATP World Tour 250 series nell'ambito dell'ATP World Tour 2013 e della categoria WTA Premier nell'ambito del WTA Tour 2013. Si è giocato nell'impianto Sydney Olimpic Park Tennis Centre a Sydney, Australia, dal 6 al 12 gennaio 2013.
All'interno della competizione si svolge anche un torneo riservato alla categoria in carrozzina dall'11 al 15 gennaio.

## Partecipanti ATP

### Teste di serie
| Nazionalità | Giocatore         | Ranking | Testa di serie* |
| ----------- | ----------------- | ------- | --------------- |
| Stati Uniti | John Isner        | 14      | 1               |
| Francia     | Gilles Simon      | 16      | 2               |
| Italia      | Andreas Seppi     | 23      | 3               |
| Spagna      | Fernando Verdasco | 24      | 4               |
| Germania    | Florian Mayer     | 28      | 5               |
| Rep. Ceca   | Radek Štěpánek    | 31      | 6               |
| Francia     | Jérémy Chardy     | 32      | 7               |
| Spagna      | Marcel Granollers | 34      | 8               |

* Le teste di serie sono basate sul ranking al 31 dicembre 2012.

### Altri partecipanti
I seguenti giocatori hanno ricevuto una wildcard per il tabellone principale:
- James Duckworth
- Matthew Ebden
- John Millman

I seguenti giocatori sono passati dalle qualificazioni:

- Guillermo García López
- Ryan Harrison
- Björn Phau
- João Sousa

## Partecipanti WTA

### Teste di serie
| Nazionalità | Giocatore           | Ranking | Testa di serie* |
| ----------- | ------------------- | ------- | --------------- |
| Polonia     | Agnieszka Radwańska | 4       | 1               |
| Germania    | Angelique Kerber    | 5       | 2               |
| Italia      | Sara Errani         | 6       | 3               |
| Cina        | Li Na               | 7       | 4               |
| Rep. Ceca   | Petra Kvitová       | 8       | 5               |
| Australia   | Samantha Stosur     | 9       | 6               |
| Danimarca   | Caroline Wozniacki  | 10      | 7               |
| Russia      | Nadia Petrova       | 12      | 8               |

* Le teste di serie sono basate sul ranking al 31 dicembre 2012.

### Altri partecipanti
I seguenti giocatori hanno ricevuto una wildcard per il tabellone principale:
- Casey Dellacqua
- Olivia Rogowska

I seguenti giocatori sono passati dalle qualificazioni:

- Karolína Plíšková
- Galina Voskoboeva
- Ayumi Morita
- Kimiko Date-Krumm
- Madison Keys
- Svetlana Kuznecova

## Campioni

### Singolare maschile
Bernard Tomić ha sconfitto in finale  Kevin Anderson per 6-3, 6(2)–7, 6-3.
- È il primo titolo in carriera per Tomic.

### Singolare femminile
Agnieszka Radwańska ha sconfitto in finale  Dominika Cibulková per 6-0, 6-0.
- È il secondo titolo stagionale, il dodicesimo in carriera per la Radwańska.

### Doppio maschile
Bob Bryan /  Mike Bryan hanno sconfitto in finale  Maks Mirny /  Horia Tecău per 6-4, 6-4.

### Doppio femminile
Nadia Petrova /  Katarina Srebotnik hanno sconfitto in finale  Sara Errani /  Roberta Vinci per 6-3, 6-4.